# Działo szynowe
Niektóre z zamieszczonych tu informacji wymagają weryfikacji.
Dokładniejsze informacje o tym, co należy poprawić, być może znajdują się w dyskusji tego artykułu.
 Po wyeliminowaniu niedoskonałości należy usunąć szablon {{Dopracować}} z tego artykułu.

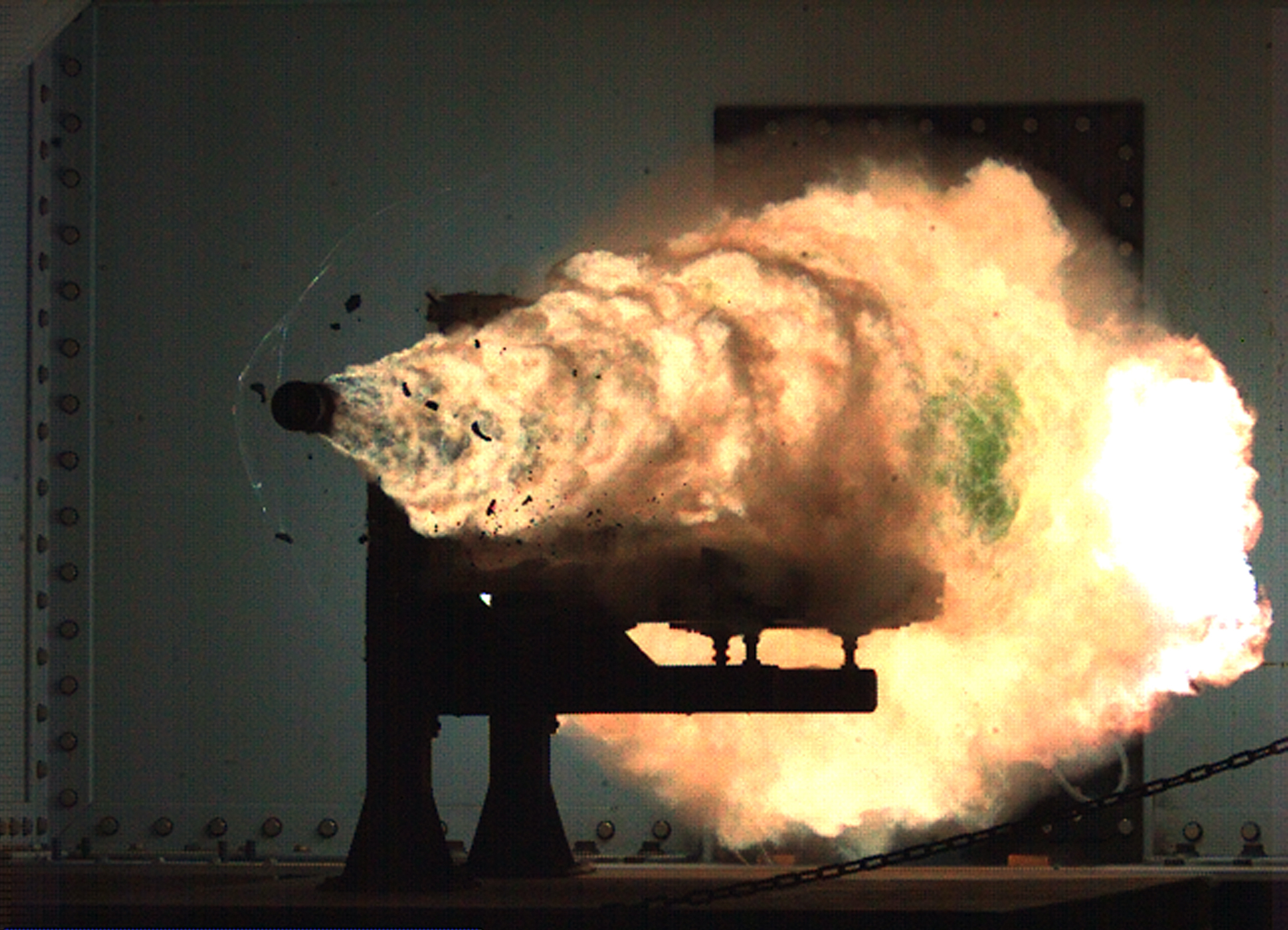
Wystrzał testowy z działa elektromagnetycznego (2008)

Działo szynowe, działo elektromagnetyczne, działo elektryczne – rodzaj artyleryjskiej broni kinetycznej opracowanej od 2005 roku głównie z myślą o okrętach United States Navy, a potencjalnie United States Army. Inne wersje tej broni są opracowywane jako broń przeciwlotnicza (pociski naddźwiękowe) czy jako wyrzutnia wojskowych satelitów. W roku 2021 pojawiły się informacje o zaniechaniu kontynuowania w USA badań nad tą bronią.

## Ogólna zasada działania
Działo kinetyczne, zwane też działem szynowym (szyna, ang. rail). Zasada działania jest dość prosta, mimo stopnia zaawansowania technologicznego broni:
1. Pocisk zbudowany jest z dobrego przewodnika (lub co najmniej pokryty dość grubą warstwą materiału przewodzącego) i umieszczony pomiędzy dwiema przewodzącymi szynami. Początek szyn (licząc od tyłu lufy) jest podłączany do zasilania.
2. W momencie włączenia zasilania powstaje obwód szyna-pocisk-szyna, przez który płynie prąd elektryczny o dużym natężeniu, rzędu miliona amperów przy napięciu rzędy tysięcy woltów[2]. Obwód ten wytwarza silne poprzeczne pole magnetyczne. Na szyny oraz pocisk działa siła elektrodynamiczna starająca się rozsunąć szyny i wyrzucić pocisk. Szyny są unieruchomione, więc siła elektrodynamiczna wykonuje pracę tylko względem pocisku.

## Oczekiwane osiągi
Pociski wystrzelone z działa tego typu mogłyby osiągnąć prędkość odpowiadającą Ma = 8 (ok. 2700 m/s), czyli ośmiokrotnie większą niż prędkość dźwięku. Pocisk taki mógłby nie posiadać żadnej głowicy bojowej czy ładunku wybuchowego, gdyż sama jego energia kinetyczna (ok. 2 MJ dla pocisku o masie 2 kg poruszającego się z prędkością odpowiadającą Ma = 4) wystarczyłaby do niszczenia celów. Do niszczenia samolotów na lotniskach, anten radarów i do zwalczania siły żywej oraz tzw. celów miękkich pocisk ma być wystrzeliwany z działa, a przed bezpośrednim trafieniem pocisk uwalniałby chmurę stalowych kul niszczących cele swoją wielką energią kinetyczną. Duża prędkość i mała masa pocisku pozwoliłyby na osiągnięcie nieosiągalnego dla prochowych dział zasięgu 300 mil morskich (555 km). Do zasilania jednego działa tego typu potrzeba 15 MW mocy.